# فرزاد فرزین
فرزاد فرزین (زادهٔ ۳ تیر ۱۳۶۰) خواننده و بازیگر ایرانی است. او کار موسیقی را به شکل رسمی از سال ۱۳۷۸ آغاز کرد و هفت آلبوم رسمی دارد. همچنین سابقهٔ بازی در فیلم‌های سینمایی از جمله پسران آجری، کنسرت روی آب، سگ‌های پوشالی و آهنگ دو نفره و همچنین در مجموعه‌های نمایش خانگی عاشقانه، مانکن، ملکه گدایان و قطب شمال را داشته است.
فرزین تیتراژ برنامه‌های تلویزیونی شب بخیر تهران (۱۳۸۲)، کوله پشتی (۱۳۸۶)، صبح آمد (۱۳۸۷)، با ما اینجا (۱۳۹۰)، سریال تلویزیونی راز پنهان (۱۳۹۱)، برنامهٔ تلویزیونی ماه عسل (۱۳۹۲)، سریال آخرین بازی (۱۳۹۳)؛ سریال‌های نمایش خانگی عاشقانه (۱۳۹۵)، مانکن (۱۳۹۸)، میدان سرخ (۱۴۰۰)، نیوکمپ، شب‌های مافیا: زودیاک (۱۴۰۲) و قطب شمال (۱۴۰۳) را اجرا کرده است.

## خوانندگی

### سال‌های ابتدایی فعالیت
فرزاد فرزین موسیقی حرفه‌ای را در سال ۱۳۷۸ با «گروه کروز» آغاز کرد و در آلبوم (باغ افسانه) گروه کروز آهنگسازی کرده است، اما گروه را به قصد کار کردن روی آلبوم اول خود (شراره) ترک کرد. تدارک «شراره» ۳ سال به طول انجامید و در نهایت این آلبوم در سال ۱۳۸۳ منتشر شد. آهنگسازی قطعه‌های شراره بر عهده خود او و «یاشار صباحی» و «علی ثابت» بود و ارژنگ حقانی آن را تنظیم کرد. پس از این فرزاد فرزین همکاری با خوانندگان دیگر را آغاز کرد و با مهدی مقدم، «مهدی مدرس»، «رضا صادقی» و «امید آمری» در قطعات پشت صحنه و هموطن آواز شد و قطعاتی را برای دیگر خوانندگان تنظیم کرد و در آلبوم «متاسفم» میکس و مسترینگ انجام داد و در این آلبوم به خوانندگی «محسن چاوشی» حضور افتخاری داشت. در این مدت او چند موزیک ویدیو هم تهیه کرد که برای کارهای بعدی او را دچار مشکل ساخت.
پس از شراره فرزاد کار بر روی آلبوم دوم خود، «تعقیب» را با تنظیم دوبارهٔ آهنگ‌های غیررسمی خود آغاز کرد که توسط شخص یا اشخاصی که هویت آن‌ها ناشناس ماند، به‌طور غیررسمی منتشر شد. پس از این مسئله، فرزاد سراغ تیم جدیدی از آهنگساز و تنظیم‌کننده‌ها رفت تا روی آلبوم دیگری که «شوک» نام گرفت کار کند (او در این فاصله آلبوم تعقیب و شوک یک آلبوم اینترنتی و غیررسمی بنام تهدید منتشر کرد). دومین آلبوم رسمی او با نام شوک در سال ۱۳۸۷ به بازار عرضه شد و مورد توجه منتقدان قرار گرفت. بیشتر قطعات آلبوم با آهنگسازی فرزاد صورت گرفته بود و آهنگسازانی مثل «فرزاد فتاحی» آن‌ها را تنظیم کرده بودند. این آلبوم مورد توجه زیادی واقع شد و در جدول فروش، با فروش بیش از ۱۴۰٬۰۰۰ نسخه، در رتبهٔ پنجم قرار گرفت.
پس از موفقیت آلبوم شوک، فرزاد فرزین آغاز به اجرای کنسرت‌هایی در سراسر کشور کرد که از جملهٔ آن‌ها می‌توان به تهران، کرج (به همراهی محسن یگانه) و کیش اشاره کرد. آلبومی که فرزاد پس از «شوک» به سراغ آن رفت، «شانس» نام داشت و او دوباره تیم کاری خود را تغییر داد. او در این آلبوم با تنظیم‌کنندگان سرشناسی چون «پدرام کشتکار» و «کوشان حداد» کار کرده و «حامد هاکان» نیز با او همکاری کرده است. «شانس»، سومین آلبوم رسمی فرزاد فرزین اسفند ماه ۱۳۸۸ عرضه شد و در هفته اول با فروش خوبی مواجه شد. پس از موفقیت این آلبوم فرزاد فرزین در برنامهٔ نوروزی شبکهٔ سوم سیما حضور پیدا کرد و با همکاری «علی اصحابی» و «بهنام صفوی» قطعه‌ای مخصوص برنامه به نام «تو نزدیکی» را آماده کرد.
فرزین در نشست خبری و رونمایی از آلبوم شخصی، در پاسخ به خبرنگاری که صدای او را شبیه فریدون فروغی می‌دانست واین سؤال که آیا علاقه‌ای به آثار فروغی دارد، گفت: سبک هنری ایشان مورد علاقهٔ من نیست اما برای موسیقی ترانه‌هایشان احترام قائل هستم. او در مراسم رونمایی از آلبوم شخصی گفت تلاشش بر این بوده که در این آلبوم پتانسیل‌های صدایش را که قبلاً کمتر مورد استفاده قرار می‌گرفت به‌کار گیرد.

### حضور در جشنواره «Art-Football» روسیه

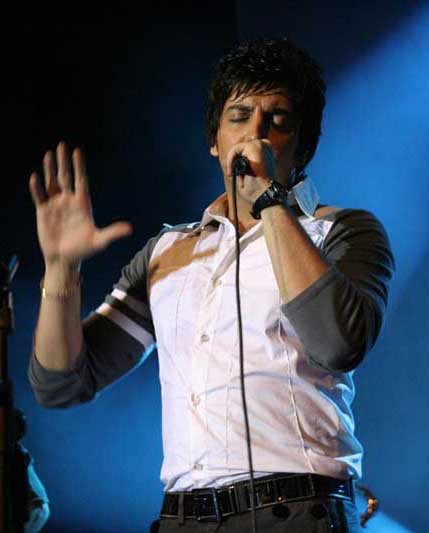
فرزاد فرزین در کنسرتی در سال ۱۳۸۹

فرزاد فرزین که به نمایندگی از ایران در Art-Football شرکت کرده بود، پس از اجرای موفق خود و گروه‌اش، در مراسم اختتامیهٔ این جشنواره جایزهٔ اجرای بهترین قطعهٔ موسیقی را برای قطعهٔ «با تو» از آن خود کرد.
این اتفاق در حالی بود که سایر جوایز این دوره از بازی‌ها را چهره‌ها و ستاره‌های موسیقی کشورهای ایتالیا، رومانی، هلند، اسلوونی و کره به ترتیب در شاخه‌های: پرفورمنس، اجرای زنده، دی جی، کانتری بلوز و … از آن خود کرده بودند که در این میان دو کشور ایتالیا و رومانی که با خواننده‌های بین‌المللی‌شان در این دوره از مسابقات شرکت کرده بودند، توانستند بیشترین جایزه‌ها را از آن خود کنند.
پیش‌تر وبگاه رسمی این مسابقات دربارهٔ اجرای برنامهٔ فرزاد فرزین در فستیوال مسکو نوشته بود: «اجرایی تحسین‌برانگیر به همراه یک لایو پرفورمنس قدرتمند».
فرزاد فرزین دقایقی پس از دریافت لوح تقدیر بهترین اجرای زنده، در گفتگویی کوتاه با «موسیقی ما» گفت:
«خوشحالم که حاصل تلاش‌های چند ماههٔ ما بالاخره به نتیجه نشست و توانستیم برای اولین بار نام ایران را در یک فستیوال معتبر در بین برنده‌های اصلی بیاوریم.»
این جشنواره از تاریخ ۲۳ می (دوم خرداد) لغایت ۱ ژوئن (یازده خرداد) در شهر مسکو و فضای باز و تجهیز شده پارک تفریحی برگزار شد. ارکستر این خواننده در روسیه را مهران خلیلی، یاشار و ایلیار خسروی، آرین کشیشی و کسری خدیور تشکیل می‌دادند. لازم است ذکر شود که در این مسابقات گروه‌های موسیقی بزرگی همچون گروه مشهور «جیپسی کینگز» حضور مؤثر داشتند.

### همکاری بین‌المللی
فرزاد فرزین در سال ۲۰۱۶ برای برخی برنامه‌های کاری و فعالیت‌های هنری خود به آمریکا سفر کرد و پس از تقریباً دو ماه به ایران بازگشت. وی در برنامهٔ کاناپه که برنامه‌ای موسیقی محور در شبکهٔ اینترنتی تی‌وی پلاس است، در مورد این موضوع گفت که به‌خاطر برخی همکاری‌ها این سفر را انجام داده که بزودی شاهد کارهای اجتماعی از این خواننده خواهیم بود. از جملهٔ این همکاری‌ها می‌توان به همکاری با چیکو بنت موسیقی‌دان معروف آمریکایی که با خوانندگانی از جمله کیتی پری، لیدی گاگا و انریکه همکاری داشته ذکر کرد که این همکاری با عنوان آسمان خراش منتشر خواهد شد که فرزین برای آن در آمریکا ویدیو نیز در نظر گرفته است. فرزین در این همکاری‌ها به زبان انگلیسی آهنگ‌ها را اجرا نموده است.
پیش‌تر هم این ستارهٔ موسیقی پاپ ایران آهنگ‌هایی را به زبان انگلیسی در آلبوم‌های شخصی و شش از خود منتشر کرده که نشان از برنامه‌ریزی‌های پیشین او برای بین‌المللی شدن و ورود به بازار موسیقی جهانی دارد.

## کنسرت‌ها

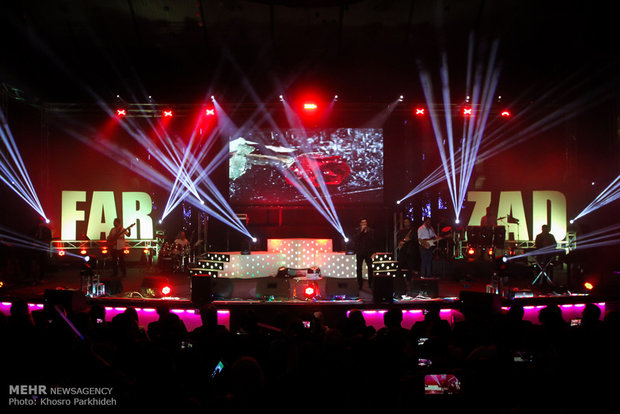
کنسرت فرزاد فرزین در تالار وزارت کشور، اسفند ۱۳۹۳

فرزاد فرزین برای کنسرت‌های خود گروه کارگردانی قدرتمندی به سرپرستی و کارگردانی کیوان ملک مطیعی دارد که ایشان از ابتدا تا حال حاضر کارگردانی کنسرت‌های ویژهٔ فرزین در شهر تهران را بر عهده داشتند.

### کنسرت ماسک
مجموعه تصویری ماسک یکی از کنسرت‌های فرزاد فرزین را شامل می‌شود. این مجموعه شامل کنسرت آبان ماه سال ۹۱ فرزاد فرزین» در سالن میلاد نمایشگاه بین‌المللی است که پشت صحنه و گفتگوهایی را نیز دربردارد. در کنسرت آبان ماه سال ۹۱ این خواننده، وی با ماسکی روی سن آمد و پس از لحظاتی ماسک را از صورتش برداشت و برنامه‌اش را به اجرا درآورد که این اتفاق بازتاب‌های فراوانی را در میان اهالی موسیقی در پی داشت.
کارگردان هنری این کنسرت «کیوان ملک مطیعی» بود و «صابر احدی» نیز کارگردانی آن را بر عهده داشته است.

### کنسرت شوک
مجموعهٔ تصویری شوک فرزاد فرزین در مرداد ماه ۱۳۹۵ منتشر شد. این مجموعه مربوط به کنسرت «شوک» فرزاد فرزین است که در تاریخ ۱۷ مهرماه ۱۳۹۴ در سالن میلاد نمایشگاه بین‌المللی به کارگردانی صحنه «کیوان ملک مطیعی» برگزار شده است. کارگردانی هنری این مجموعه توسط برادران بوشهری به تصویر کشیده شده است.
همچنین بخش‌هایی از کنسرت ۸ و ۹ اردیبهشت ۱۳۹۵ که با اجرای قطعهٔ قدیمی «پشت صحنه» با حضور مهدی مدرس و مهدی مقدم همراه بود نیز در این مجموعه گنجانده شده است تا میزان جذابیت این اثر بیشتر شود.

### کنسرت در سال ۱۳۹۵

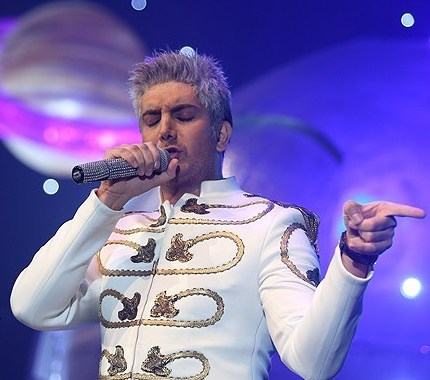
کنسرت ۱۴۱۰ که در سال ۱۳۹۵ برگزار شد.

فرزین در تاریخ ۲۹ تیر ۱۳۹۵ کنسرتی با عنوان «کنسرت در سال ۱۴۱۰» در سالن میلاد نمایشگاه بین‌المللی تهران برگزار کرد که در میان مخاطبان و اهالی موسیقی سر و صدای زیادی را به پا کرد. در این کنسرت دکور بسیار زیبایی در صحنه طراحی شده بود که تداعی‌گر سفر در زمان بود و تمامی اعضای گروه از جمله خود فرزین گریم شده و با گریم‌های نسبتاً سنگین خود به اجرای قطعات موسیقی پرداختند.
همچنین به دلیل استقبال قابل توجه مردم این کنسرت بارها تمدید و اجرا شد.

### نخستین کنسرت 3D Mapping ایران و خاورمیانه
فرزاد فرزین نخستین کنسرت خود را که با شعار «اولین کنسرت 3D MAPPING ایران و خاورمیانه» معرفی شده بود را شامگاه پنجشنبه و جمعه ۱۸ و ۱۹ مهر ماه سال ۱۳۹۲، در سالن میلاد نمایشگاه بین‌المللی تهران برگزار کرد.
این کنسرت با دکوری عظیم به شکل مکعب‌های بزرگ روی هم اجرا شد.

### کنسرت درسالن تئاتر دالبی
فرزاد فرزین در ۷ بهمن ماه ۱۳۹۶ برابر با ۲۷ ژانویه در سالن Dolby Theatre در لس آنجلس به روی صحنه رفت.

## حرفهٔ بازیگری

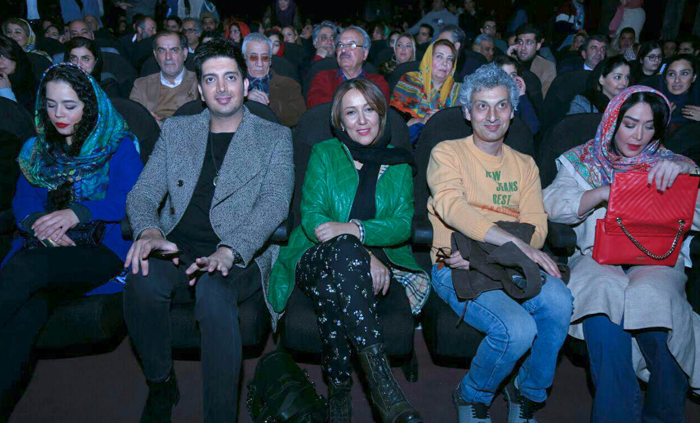
فرزین در مراسم اکران خصوصی فیلم سینمایی آینه بغل

فرزین در سال ۱۳۸۵ خورشیدی، در فیلمی با نام پسران آجری به کارگردانی مجید قاری‌زاده حاضر شد و در آن نقش یک خواننده را بر عهده داشت. همچنین او در تله‌فیلمی به نام دنیای محبوب ساختهٔ ارسلان میرحسینی نیز نقشی داشته است. همچنین برای فیلم سوپر استار به کارگردانی تهمینه میلانی، ترانهٔ تیتراژ ساخته است. از دیگر کارهای سینمایی او می‌توان به کنسرت روی آب و سگ‌های پوشالی اشاره کرد که در فیلم سگ‌های پوشالی هم‌بازی بازیگرانی مانند لیلا اوتادی و نیما شاهرخ شاهی بوده است. همچنین فرزاد موسیقی میانی تله‌فیلم سه خط موازی را به کارگردانی محسن افشانی، اجرا کرده است.
فرزاد فرزین در سال ۱۳۹۵، در سریال عاشقانه به کارگردانی منوچهر هادی و به تهیه‌کنندگی مهدی گلستانه ایفای نقش کرد. فرزاد فرزین تیتراژ ابتدایی این سریال را به همراه سه تک‌آهنگ دیگر اجرا کرده است.
فرزاد فرزین در سال ۱۳۹۸، در ادامهٔ حرفهٔ بازیگری، این‌بار در سریال مانکن به کارگردانی حسین سهیلی‌زاده مقابل دوربین رفت. او در این سریال به عنوان خوانندهٔ تیتراژ و بازیگر ایفای نقش کرده است.
فرزاد فرزین در سال ۱۳۹۹، در سریال ملکه گدایان به کارگردانی حسین سهیلی‌زاده جلوی دوربین رفت و نقش پارسا را در این مجموعه ایفای نقش کرده است.
فرزاد فرزین در سال ۱۴۰۳، در سریال قطب شمال به کارگردانی امین محمودی یکتا جلوی دوربین رفت. فرزین در این سریال به عنوان خوانندهٔ تیتراژ و بازیگر ایفای نقش کرده است.

## آلبوم‌ها

### آلبوم‌های رسمی
| ردیف | آلبوم    | ناشر           | انتشار     | قطعات   |
| ---- | -------- | -------------- | ---------- | ------- |
| ۱    | شراره    | نوای رامشه     | تیر ۱۳۸۳   | ۱۰ قطعه |
| ۲    | شوک      | ایران گام      | مهر ۱۳۸۷   | ۱۲ قطعه |
| ۳    | شانس     | هنر اول        | اسفند ۱۳۸۸ | ۱۱ قطعه |
| ۴    | شلیک     | هنر اول        | اسفند ۱۳۹۰ | ۱۱ قطعه |
| ۵    | شخصی     | رویال هنر پارس | بهمن ۱۳۹۲  | ۱۴ قطعه |
| ۶    | شش       | هنر اول        | اسفند ۱۳۹۴ | ۱۲ قطعه |
| ۷    | شانزلیزه | آوای دوران     | اسفند ۱۳۹۶ | ۱۳ قطعه |

### آلبوم‌های اینترنتی
| ردیف | عنوان آلبوم       | تعداد قطعات | انتشار |
| ---- | ----------------- | ----------- | ------ |
| ۱    | تابستونه (ریمیکس) | ۶           | ۱۳۹۶   |
| ۲    | آتیش              | ۷           | ۱۳۹۹   |

## فیلم‌شناسی

### سینما
| سال  | نام فیلم     | نقش          | کارگردان         |
| ---- | ------------ | ------------ | ---------------- |
| ۱۳۹۹ | آهنگ دو نفره | ایلیا کمالات | آرزو ارزانش      |
| ۱۳۹۱ | سگ‌های پوشالی | منصور        | رضا توکلی        |
| ۱۳۸۹ | کنسرت روی آب | آرش          | جهانگیر جهانگیری |
| ۱۳۸۵ | پسران آجری   | صفا          | مجید قاری‌زاده    |

### نمایش خانگی
| سال  | نام سریال           | نقش                        | کارگردان         |
| ---- | ------------------- | -------------------------- | ---------------- |
| ۱۴۰۳ | قطب شمال            | آرشام یکتا                 | امین محمودی یکتا |
| ۱۴۰۲ | شب‌های مافیا: زودیاک | بازیکن مقدماتی و فینالیست  | محمدرضا رضاییان  |
| ۱۴۰۲ | نیوکمپ              | شهاب                       | منوچهر هادی      |
| ۱۳۹۹ | ملکه گدایان         | برسام افضلی (پارسا پارسا)  | حسین سهیلی‌زاده   |
| ۱۳۹۸ | مانکن               | بهرام میبدی                | حسین سهیلی‌زاده   |
| ۱۳۹۵ | عاشقانه             | تورج چلبیانی / فرزاد فرزین | منوچهر هادی      |

## اجرا
| پلتفرم                      | نام برنامه | سال  |
| --------------------------- | ---------- | ---- |
| اپلیکیشن روبیکا             | منو بشناس  | ۱۴۰۰ |
| ماهواره (شبکه مهاجر) (MITV) | پشت صحنه   | ۱۳۸۳ |

## جوایز
- دریافت تندیس طلایی بهترین آلبوم پاپ سال ۱۳۹۶ به انتخاب مردمی برای آلبوم شانزلیزه در جشن سالانه موسیقی ما
- دریافت جایزه بهترین قطعه موسیقی پاپ سال ۱۳۹۵ در جشنواره سالانه موسیقی ما برای قطعه «عاشقانه»
- دریافت تندیس «خداحافظ دنیا» برای قطعه «مرز» در جشنواره شعر مدافعان حرم درسال ۱۳۹۶
- جایزه بهترین تیتراژ سال ۱۳۹۱ در بخش مردمی برای قطعه «واسه آبروی مردمت بجنگ» به خوانندگی «فرزاد فرزین و محسن چاووشی» در جشنواره موسیقی ما
- دریافت تندیس «انسانیت» در دوازدهمین سالگرد باشگاه هنرمندان (سال ۱۳۹۲)
-جایزه بهترین آلبوم سال ۱۳۹۲ از نگاه مردم برای آلبوم «شخصی» در جشنواره موسیقی ما
- جایزه بهترین تک‌آهنگ خارج از آلبوم موسیقی سال ۱۳۹۲ از نگاه مردم برای قطعه «نگرانتم» در جشنواره موسیقی ما
- جایزه بهترین قطعه موسیقی اجرای زنده در Art-Football Festival مسکو روسیه در سال ۲۰۱۴ برای اجرای قطعه «باتو»